# Tipula cremeri
Tipula cremeri är en tvåvingeart som beskrevs av Alexander 1941. Tipula cremeri ingår i släktet Tipula och familjen storharkrankar. Inga underarter finns listade i Catalogue of Life.